# Fussball-Club Rot-Weiß Erfurt 2022-2023
Questa voce raccoglie le informazioni riguardanti il Fussball-Club Rot-Weiß Erfurt nelle competizioni ufficiali della stagione 2022-2023.

## Stagione
Nella stagione 2022-2023 il Rot Weiss Erfurt, allenato da Fabian Gerber, concluse il campionato di Regionalliga Nordest al 3º posto.

## Rosa
| N. |                        | Ruolo | Calciatore           |
| -- | ---------------------- | ----- | -------------------- |
| 2  | Germania (bandiera)    | D     | Ben Moritz           |
| 3  | Germania (bandiera)    | C     | Til Schwarz          |
| 4  | Germania (bandiera)    | D     | Aaron Manu           |
| 5  | Kazakistan (bandiera)  | D     | Andrej Startsev      |
| 6  | Germania (bandiera)    | C     | Samuel Biek          |
| 7  | Francia (bandiera)     | A     | Calvin Tshilumba     |
| 8  | Germania (bandiera)    | C     | Enrico Startsev      |
| 10 | Italia (bandiera)      | A     | Nazzareno Ciccarelli |
| 11 | Albania (bandiera)     | A     | Romario Hajrulla     |
| 13 | Germania (bandiera)    | D     | Marcel Bär           |
| 14 | Canada (bandiera)      | A     | Caniggia Elva        |
| 15 | Inghilterra (bandiera) | D     | Ayooluwa Adesida     |
| 16 | Paesi Bassi (bandiera) | D     | Sidny Lopes Cabral   |

| N. |                        | Ruolo | Calciatore           |
| -- | ---------------------- | ----- | -------------------- |
| 17 | Germania (bandiera)    | A     | Paul Kämpfer         |
| 18 | Germania (bandiera)    | A     | Robbie Felßberg      |
| 19 | Germania (bandiera)    | A     | Kay Seidemann        |
| 20 | Germania (bandiera)    | P     | Pascal Manitz        |
| 23 | Germania (bandiera)    | D     | Ismael Mansaray      |
| 24 | Francia (bandiera)     | C     | Keliano Tavares      |
| 25 | Francia (bandiera)     | D     | Abou Ballo           |
| 26 | Germania (bandiera)    | P     | Franco Flückiger     |
| 30 | Germania (bandiera)    | C     | Erik Weinhauer       |
| 31 | Germania (bandiera)    | A     | Artur Mergel         |
| 33 | Camerun (bandiera)     | D     | Salomon Amougou Nkoa |
| 35 | Inghilterra (bandiera) | A     | Osayamen Osawe       |
| 39 | Germania (bandiera)    | P     | Lukas Schellenberg   |

## Organigramma societario
Area tecnica
- Allenatore: Fabian Gerber
- Allenatore in seconda: Thomas Kost
- Preparatore dei portieri: Patrick Ecke
- Preparatori atletici:
- Analisi video:

## Calciomercato

### Sessione estiva
| Acquisti | Acquisti             | Acquisti            | Acquisti |
| R.       | Nome                 | da                  | Modalità |
| -------- | -------------------- | ------------------- | -------- |
| C        | Samuel Biek          | Horn                |          |
| A        | Nazzareno Ciccarelli | Sprockhövel         |          |
| A        | Paul Kämpfer         | Chemnitz U19        |          |
| P        | Franco Flückiger     | Türkgücü            |          |
| C        | Simon Roscher        | Chemnitz            |          |
| D        | Ben Moritz           | Meuselwitz          |          |
| C        | Erik Weinhauer       | Einheit Wernigerode |          |

| Cessioni | Cessioni          | Cessioni              | Cessioni |
| R.       | Nome              | a                     | Modalità |
| -------- | ----------------- | --------------------- | -------- |
| A        | Kevin Nsimba      | Rain 1896             |          |
| C        | Angelos Kerasidis | Sportfreunde Lotte    |          |
| D        | Sönke Schneider   | SV Weidenhausen       |          |
| C        | Brian Petnga      | Rostocker FC          |          |
| P        | Luca Petzold      | Bayreuth              |          |
| A        | Moulaye N'Diaye   | Straelen              |          |
| C        | Patrick Aguilar   | Eilenburg             |          |
| C        | Jan-Lucas Bärwolf | FC An der Fahner Höhe |          |
| C        | Fatlum Elezi      | Sportfreunde Lotte    |          |
| P        | Lenno Schmidt     | Rot-Weiß Erfurt U19   |          |
| A        | Tom Woiwod        | FSV Fernwald          |          |

### Sessione invernale
| Acquisti | Acquisti       | Acquisti     | Acquisti |
| R.       | Nome           | da           | Modalità |
| -------- | -------------- | ------------ | -------- |
| A        | Osayamen Osawe | Halifax Town |          |

| Cessioni | Cessioni      | Cessioni              | Cessioni |
| R.       | Nome          | a                     | Modalità |
| -------- | ------------- | --------------------- | -------- |
| C        | Simon Roscher | Wattenscheid 09       |          |
| C        | Zeke Zambrano | FC An der Fahner Höhe |          |

## Risultati

### Regionalliga Nordest

#### Girone di andata
| Arbitro: | Vierock |

|              |           |             |
| Vierling 45’ | Marcatori | 90’ Roscher |

| Arbitro: | Albert |

|                                                      |           |  |
| Biek 13’ Ballo 16’ Seidemann 23’, 59’ Ciccarelli 52’ | Marcatori |  |

| Arbitro: | Kluge |

|            |           |                                            |
| Bürger 47’ | Marcatori | 11’ (aut.) Müller 23’, 90’ Mergel 73’ Nkoa |

| Arbitro: | Klemm |

|  |           |            |
|  | Marcatori | 11’ Sussek |

| Arbitro: | Vierock |

|  |           |                                       |
|  | Marcatori | 35’ Mergel 75’ Hajrulla 80’ Seidemann |

| Arbitro: | Lossius |

|               |           |                    |
| Seidemann 29’ | Marcatori | 70’ (rig.) Verkamp |

| Arbitro: | Ventzke |

|              |           |  |
| Rangelov 89’ | Marcatori |  |

| Arbitro: | Kluge |

|                     |           |           |
| Ciccarelli 58’, 67’ | Marcatori | 31’ Haxha |

| Arbitro: | Rose |

|          |           |                     |
| Baca 68’ | Marcatori | 34’ Manu 53’ Mergel |

| Arbitro: | Weisbach |

|                                             |           |  |
| Hajrulla 36’ Ciccarelli 82’ Bähr 88’ (aut.) | Marcatori |  |

| Arbitro: | Herde |

|  |           |                            |
|  | Marcatori | 23’ Hajrulla 90’ Seidemann |

| Arbitro: | Schipke |

|                                                |           |          |
| Hajrulla 15’ Mergel 53’ Nkoa 67’ Seidemann 81’ | Marcatori | 72’ Beck |

| Arbitro: | Näther |

|            |           |            |
| Eilers 18’ | Marcatori | 90’ Moritz |

| Arbitro: | Näther |

|                                                      |           |                           |
| Seidemann 34’, 45’ Mergel 51’, 63’, 84’ Felßberg 75’ | Marcatori | 59’ Steinborn 69’ Schmidt |

| Arbitro: | Weisbach |

|                   |           |                        |
| Hajrulla 77’, 79’ | Marcatori | 13’ Slamar 67’ Wähling |

| Arbitro: | Wien |

|            |           |              |
| Harant 47’ | Marcatori | 49’ Felßberg |

| Arbitro: | Hagemann |

|  |           |                       |
|  | Marcatori | 56’ Zeiger 90’ Mensah |

#### Girone di ritorno
| Arbitro: | Albert |

|            |           |                  |
| Mergel 70’ | Marcatori | 66’ (rig.) Flath |

| Arbitro: | Dallmann |

|                                  |           |                                                      |
| Owczarek 21’ Brando 58’ Graf 86’ | Marcatori | 32’ Hajrulla 37’ (aut.) Owczarek 68’ Mergel 89’ Nkoa |

| Arbitro: | Näther |

|                             |           |  |
| Weinhauer 53’ Seidemann 56’ | Marcatori |  |

| Arbitro: | Rose |

|  |           |                         |
|  | Marcatori | 30’ Hajrulla 60’ Cabral |

| Arbitro: | Schipke |

|          |           |  |
| Ballo 3’ | Marcatori |  |

| Arbitro: | Klemm |

|                        |           |                              |
| Verkamp 50’ Muiomo 69’ | Marcatori | 74’ Moritz 82’ (rig.) Mergel |

| Arbitro: | Markhoff |

|               |           |  |
| Weinhauer 63’ | Marcatori |  |

| Arbitro: | Lechner |

|  |           |           |
|  | Marcatori | 75’ Osawe |

| Arbitro: | Lukawski |

|  |           |            |
|  | Marcatori | 67’ Inaler |

| Arbitro: | Bringmann |

|                     |           |                                     |
| Oschmann 18’ (rig.) | Marcatori | 34’ Weinhauer 90’ (rig.) Ciccarelli |

| Arbitro: | Vierock |

|                                              |           |  |
| Seidemann 25’, 70’ Mergel 58’ Ciccarelli 73’ | Marcatori |  |

| Arbitro: | Klemm |

|                        |           |             |
| Breitfeld 22’ Blum 48’ | Marcatori | 84’ Kämpfer |

| Arbitro: | Vierock |

|                     |           |  |
| Nkoa 11’ Mergel 49’ | Marcatori |  |

| Arbitro: | Schipke |

|                          |           |  |
| Çakmak 50’ Steinborn 89’ | Marcatori |  |

| Arbitro: | Klemm |

|           |           |                |
| Heike 83’ | Marcatori | 31’ Ciccarelli |

| Arbitro: | Jessen |

|                         |           |                        |
| Seidemann 10’ Osawe 27’ | Marcatori | 71’ Mauer 82’ Kirstein |

| Arbitro: | Dallmann |

|             |           |  |
| Ciğerci 23’ | Marcatori |  |

## Statistiche

### Statistiche di squadra
| Competizione | Punti | In casa | In casa | In casa | In casa | In casa | In casa | In trasferta | In trasferta | In trasferta | In trasferta | In trasferta | In trasferta | Totale | Totale | Totale | Totale | Totale | Totale | DR  |
| Competizione | Punti | G       | V       | N       | P       | Gf      | Gs      | G            | V            | N            | P            | Gf           | Gs           | G      | V      | N      | P      | Gf     | Gs     | DR  |
| ------------ | ----- | ------- | ------- | ------- | ------- | ------- | ------- | ------------ | ------------ | ------------ | ------------ | ------------ | ------------ | ------ | ------ | ------ | ------ | ------ | ------ | --- |
| Regionalliga | 63    | 17      | 10      | 4       | 3       | 36      | 14      | 17           | 8            | 5            | 4            | 27           | 18           | 34     | 18     | 9      | 7      | 63     | 32     | +31 |
| Totale       | 63    | 17      | 10      | 4       | 3       | 36      | 14      | 17           | 8            | 5            | 4            | 27           | 18           | 34     | 18     | 9      | 7      | 63     | 32     | +31 |

### Andamento in campionato
| Giornata  | 1 | 2 | 3 | 4 | 5 | 6 | 7 | 8 | 9 | 10 | 11 | 12 | 13 | 14 | 15 | 16 | 17 | 18 | 19 | 20 | 21 | 22 | 23 | 24 | 25 | 26 | 27 | 28 | 29 | 30 | 31 | 32 | 33 | 34 |
| --------- | - | - | - | - | - | - | - | - | - | -- | -- | -- | -- | -- | -- | -- | -- | -- | -- | -- | -- | -- | -- | -- | -- | -- | -- | -- | -- | -- | -- | -- | -- | -- |
| Luogo     | T | C | T | C | T | C | T | C | T | C  | T  | C  | T  | C  | C  | T  | C  | C  | T  | C  | T  | C  | T  | C  | T  | C  | T  | C  | T  | C  | T  | T  | C  | T  |
| Risultato | N | V | V | P | V | N | P | V | V | V  | V  | V  | N  | V  | N  | N  | P  | N  | V  | V  | V  | V  | N  | V  | V  | P  | V  | V  | P  | V  | P  | N  | N  | P  |
| Posizione | 8 | 5 | 2 | 6 | 5 | 5 | 7 | 6 | 4 | 4  | 3  | 3  | 2  | 1  | 1  | 2  | 3  | 2  | 1  | 2  | 1  | 1  | 2  | 2  | 2  | 2  | 2  | 1  | 2  | 2  | 2  | 2  | 2  | 3  |

Legenda:

Luogo: C = Casa; T = Trasferta. Risultato: V = Vittoria; N = Pareggio; P = Sconfitta.

### Statistiche dei giocatori
| A. Adesida      | 2  | 0  | 1 | 0 |
| A. Ballo        | 28 | 2  | 4 | 0 |
| S. Biek         | 23 | 1  | 4 | 0 |
| M. Bär          | 4  | 0  | 0 | 0 |
| S. Cabral       | 23 | 1  | 3 | 0 |
| N. Ciccarelli   | 29 | 7  | 3 | 0 |
| C. Elva         | 10 | 0  | 0 | 0 |
| R. Felßberg     | 21 | 2  | 0 | 0 |
| F. Flückiger    | 31 | 0  | 0 | 0 |
| R. Hajrulla     | 20 | 8  | 4 | 0 |
| P. Kämpfer      | 15 | 1  | 0 | 0 |
| P. Manitz       | 0  | 0  | 0 | 0 |
| I. Mansaray     | 0  | 0  | 0 | 0 |
| A. Manu         | 30 | 1  | 7 | 0 |
| A. Mergel       | 33 | 13 | 5 | 0 |
| B. Moritz       | 31 | 2  | 5 | 1 |
| S. Nkoa         | 34 | 4  | 3 | 0 |
| O. Osawe        | 12 | 2  | 0 | 0 |
| S. Roscher      | 11 | 1  | 0 | 0 |
| L. Schellenberg | 3  | 0  | 0 | 0 |
| T. Schwarz      | 25 | 0  | 8 | 0 |
| K. Seidemann    | 34 | 12 | 1 | 0 |
| A. Startsev     | 29 | 0  | 7 | 0 |
| E. Startsev     | 10 | 0  | 1 | 0 |
| K. Tavares      | 28 | 0  | 9 | 0 |
| C. Tshilumba    | 16 | 0  | 0 | 0 |
| E. Weinhauer    | 26 | 3  | 0 | 1 |
| Z. Zambrano     | 0  | 0  | 0 | 0 |